# Ikh Dagina Dondogdulam
Tsendiin Dondogdulam (née le 15 novembre 1876 et morte en 1923) était la Khatan (princesse) de la Mongolie autonome, épouse de Bogdo Khan. En tant qu'Ekh Dagina (« Dakini mère »), elle a été considérée comme une manifestation de la bodhisattva Tara blanche.

## Biographie

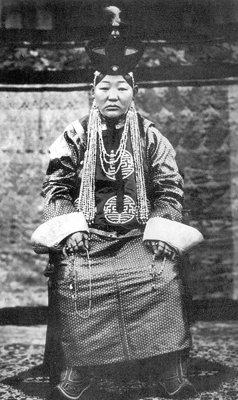
Photographie d'Ulsin Ekh Dagina.

Dondogdulam Tsend est née le 15 novembre 1876 à Khentii, en Mongolie.
Elle a d'abord rencontré Bogdo Khan en 1895 lors de sa visite au monastère Erdene Zuu. Ils se rencontrent une autre fois en 1900 lors d'un voyage au monastère d'Amarbayasgalant Khiid. En 1902, ils étaient mariés et avaient un fils.
Selon la coutume, elle adopta et éleva un grand nombre d'enfants issus de familles qui ne pouvaient pas prendre soin d'eux. L'un d'eux était L. Mordorzh, qui est devenu un important compositeur mongol.
Elle et Bogdo Khan ont également initié et créé la résidence du Palais d'hiver du Bogdo Khan, qui abritait aussi des artisans et des artistes.
Dondogdulam est morte en 1923, un an avant son conjoint. Un jour de repos a été observé le 15e jour du dernier mois de l'automne. Dondogdulam a été incinérée à la source de la rivière Selbe, près d'Oulan-Bator. La reine Genepil lui succède.